# These Wilder Years
 These Wilder Years és una pel·lícula estatunidenca dirigida per Roy Rowland, estrenada el 1956.

## Argument
La directora d'un orfenat tracta de salvaguardar la identitat d'un dels nens que van viure en el centre, quan un milionari pretén localitzar el seu únic hereu, que va repudiar i va deixar a l'orfenat vint anys abans. Aquesta situació desembocarà en un judici on entren en joc diferents valors morals.

## Repartiment
- James Cagney: Steve Bradford
- Barbara Stanwyck: Ann Dempster
- Walter Pidgeon: James Rayburn
- Betty Lou Keim: Suzie
- Don Dubbins: Mark
- Edward Andrews: M. Spottsford
- Basil Ruysdael: Jutge
- Grandon Rhodes: Roy Oliphant
- Will Wright: El vell taxista
- Lewis Martin: Dr. Miller
- Dorothy Adams: Tia Martha
- Dean Jones: Empleat
- Herb Vigran: Un policia
- Michael Landon: Un noi

## Crítica
Serial lleuger de ràdio, "These Wilder Years," aquest drama de la Metro-Goldwyn-Mayer. I, entre tots, James Cagney es troba al paper principal, emetent l'aroma més fort de sentimentalisme.
Cagney fa d'home d'acer que intenta localitzar el seu fill il·legítim que va nàixer aproximadament vint anys enrere. Sembla que, tot i el seu poder i diners, sigui un vell solitari que vol tenir el plaer de transmetre afecte i ajuda al seu propi fill.
Bé, naturalment, rectificar els seus errors és més fàcil dir-ho que fer-ho, i té la seva humiliació profunda quan intenta comprar o arrasar el que vol. A través d'una directora d'hospital, que interpreta Barbara Stanwyck, se li fa veure que els sentiments i els desitjos del seu fill són més importants que els seus.